# Louise Boydland
Het Louise Boydland is een gebied in Nationaal park Noordoost-Groenland in het oosten van Groenland. Het is een van de schiereilanden in het fjordensysteem van het Keizer Frans Jozeffjord.
Het gebied is vernoemd naar de poolreiziger Louise Boyd.

## Geografie
Het eiland wordt in het noordwesten, noorden en oosten begrensd door het Gerard de Geergletsjer, in het zuidoosten door het Isfjord, in het zuiden door de Jættegletsjer en in het westen door de Hamberggletsjer. Verder naar het noordwesten ligt de Eversgletsjer en verder naar het zuidwesten de Victor Madsengletsjer.
Aan de overzijde van het water ligt in het oosten Andréeland en in het zuiden Frænkelland.